# آلیس تاون
آلیس تاون (به انگلیسی: Alice Town) شهری در کشور باهاما است که جمعیت آن در سرشماری سال ۲۰۰۹ میلادی، ۹۳۶ نفر بوده‌است.

## نگارخانه

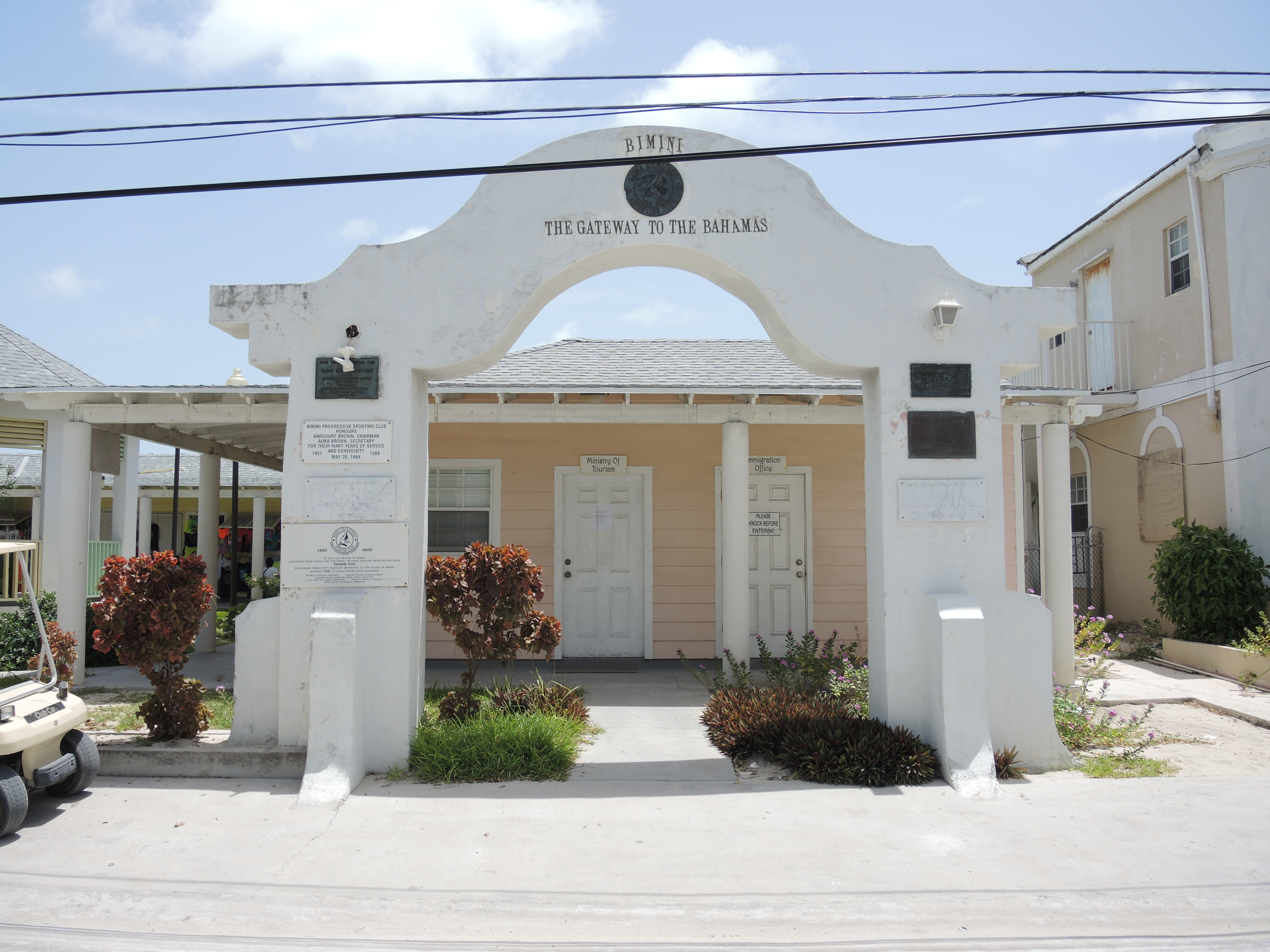
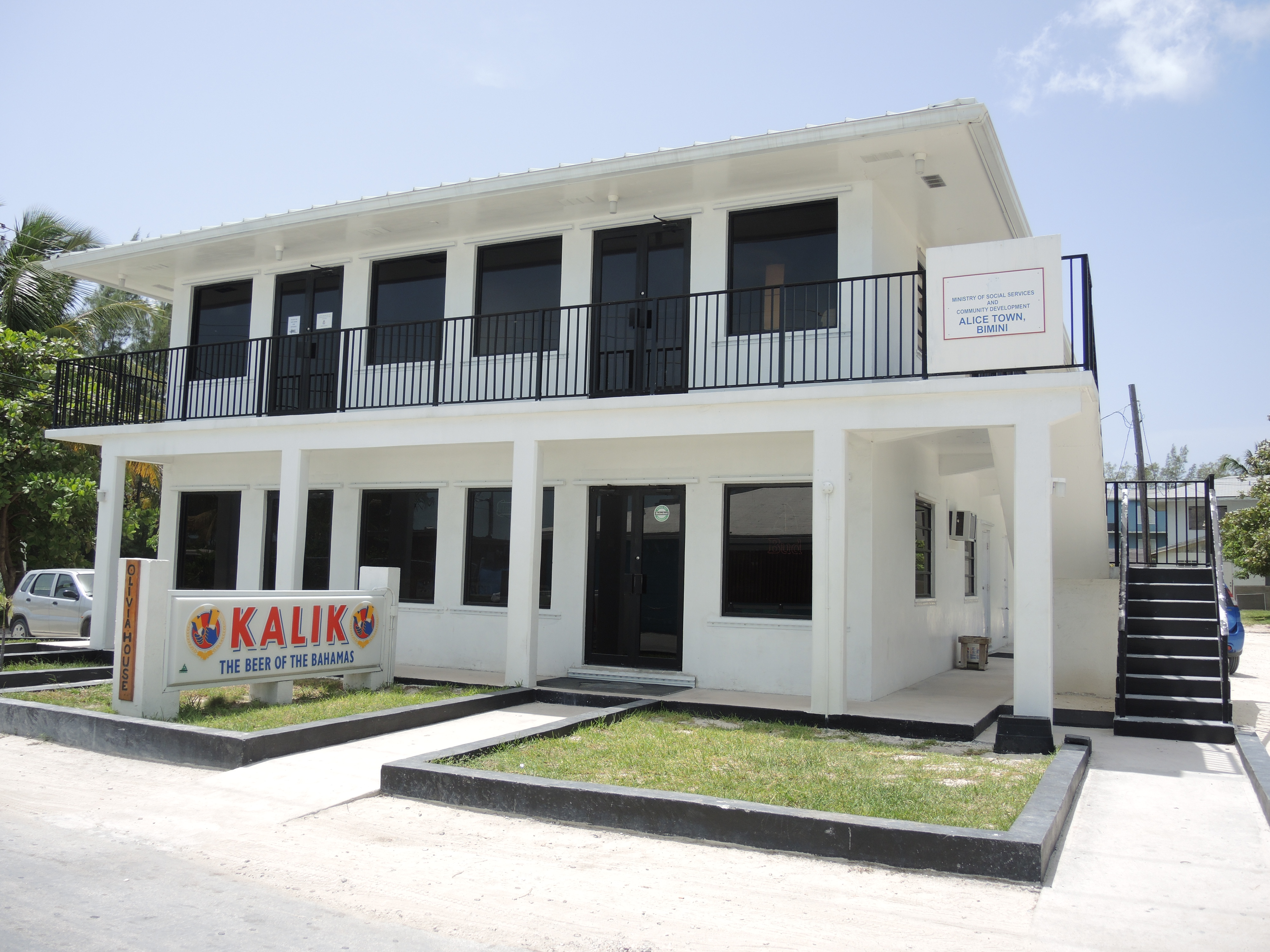
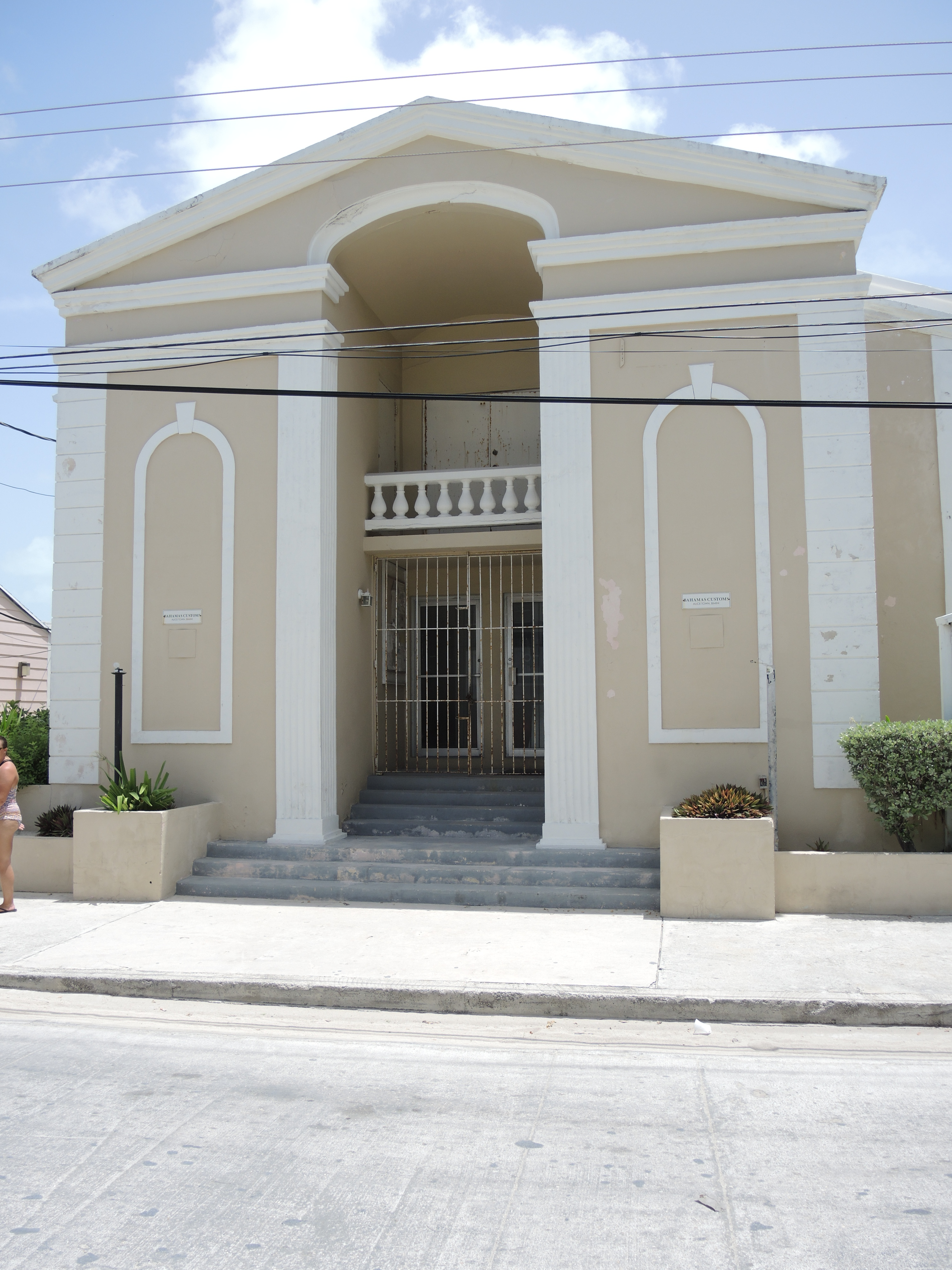
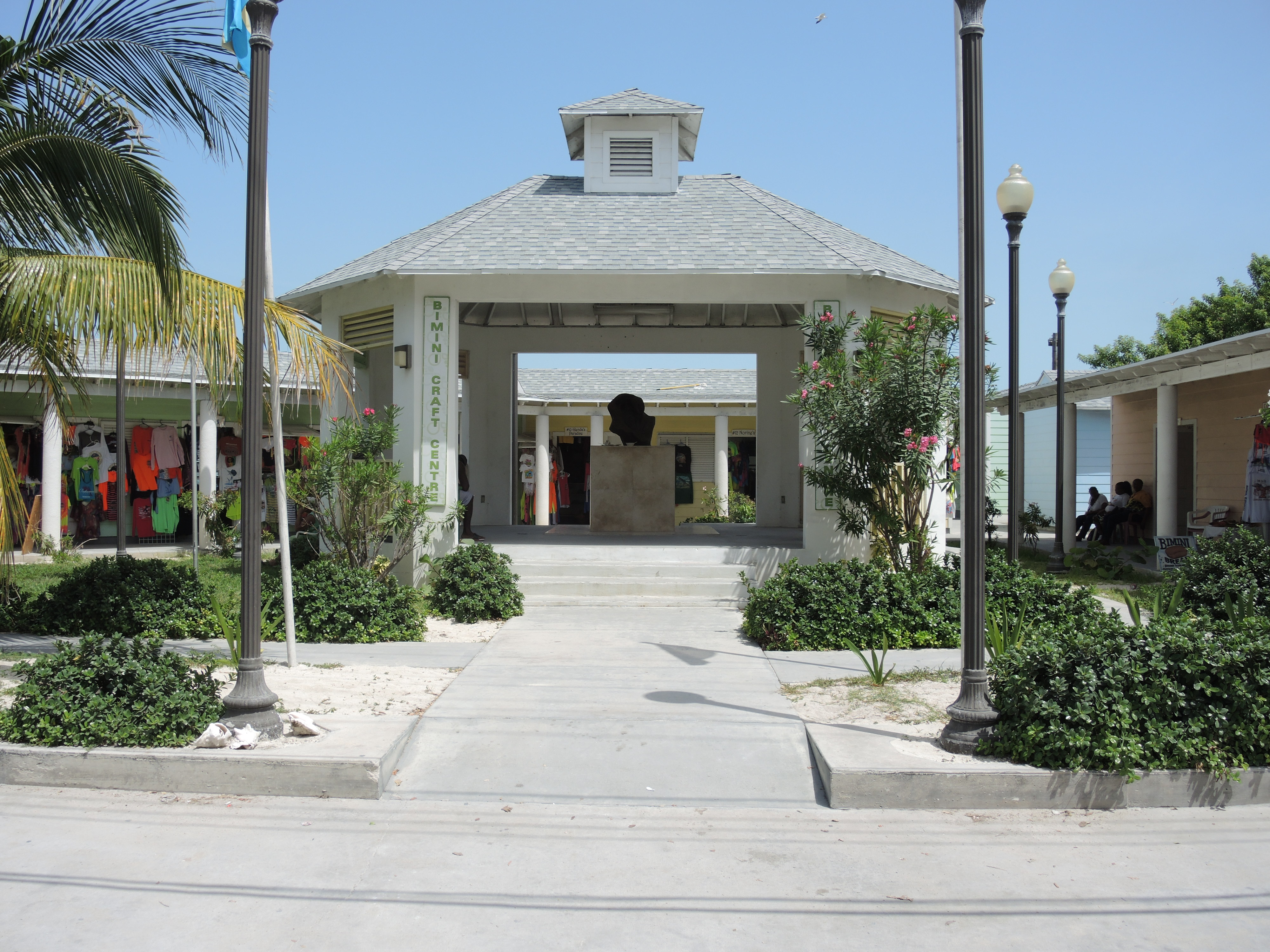
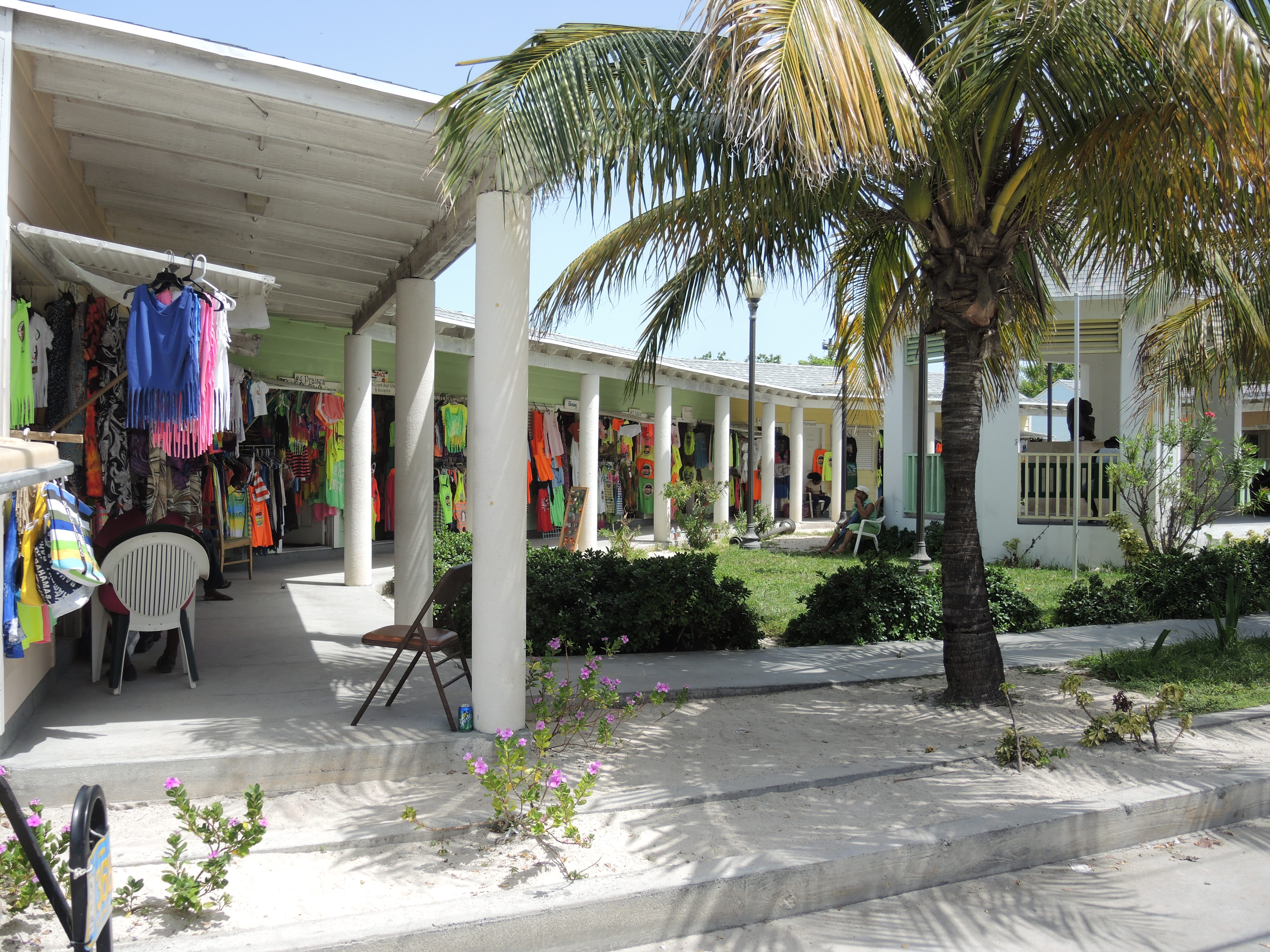
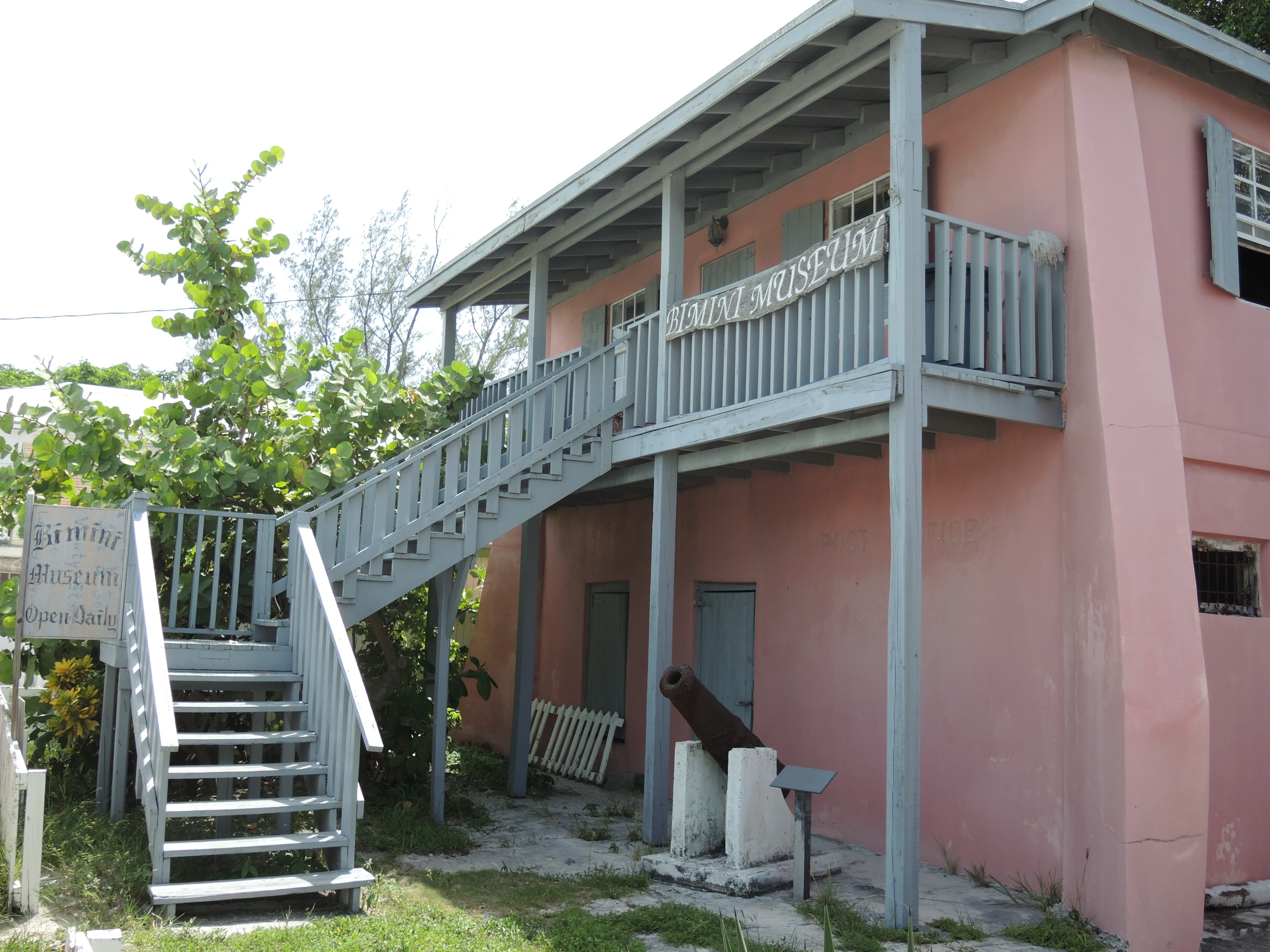
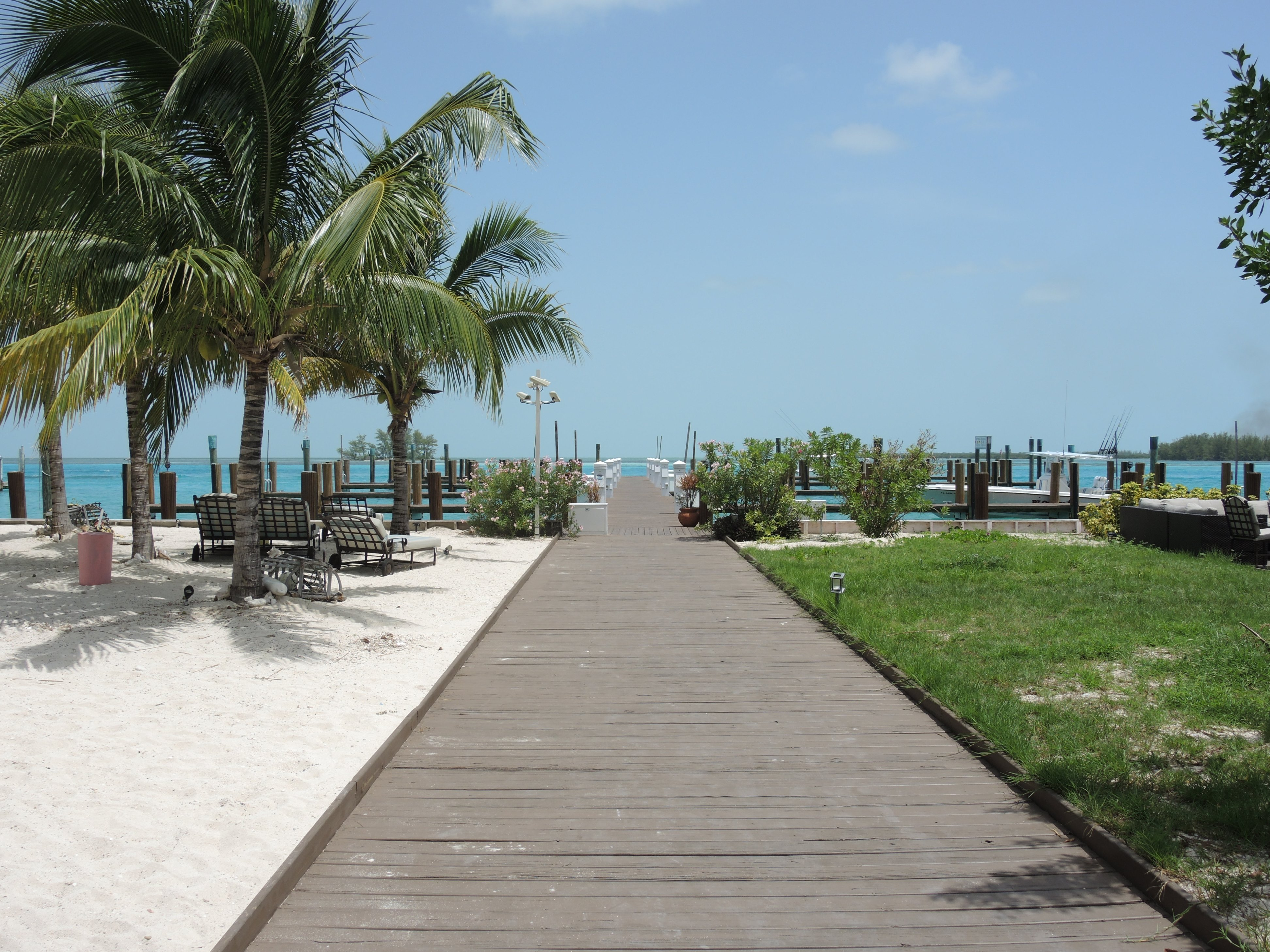
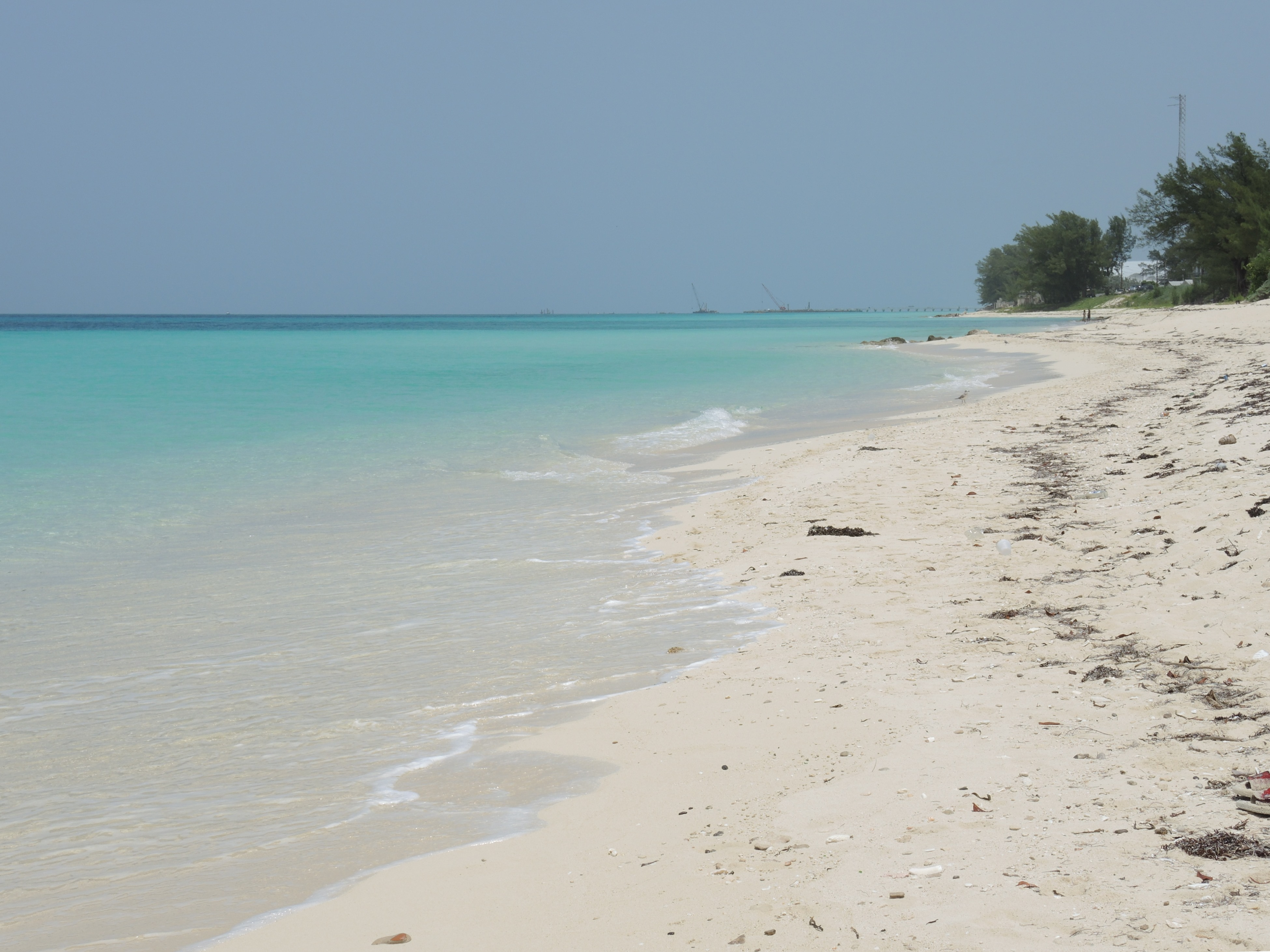
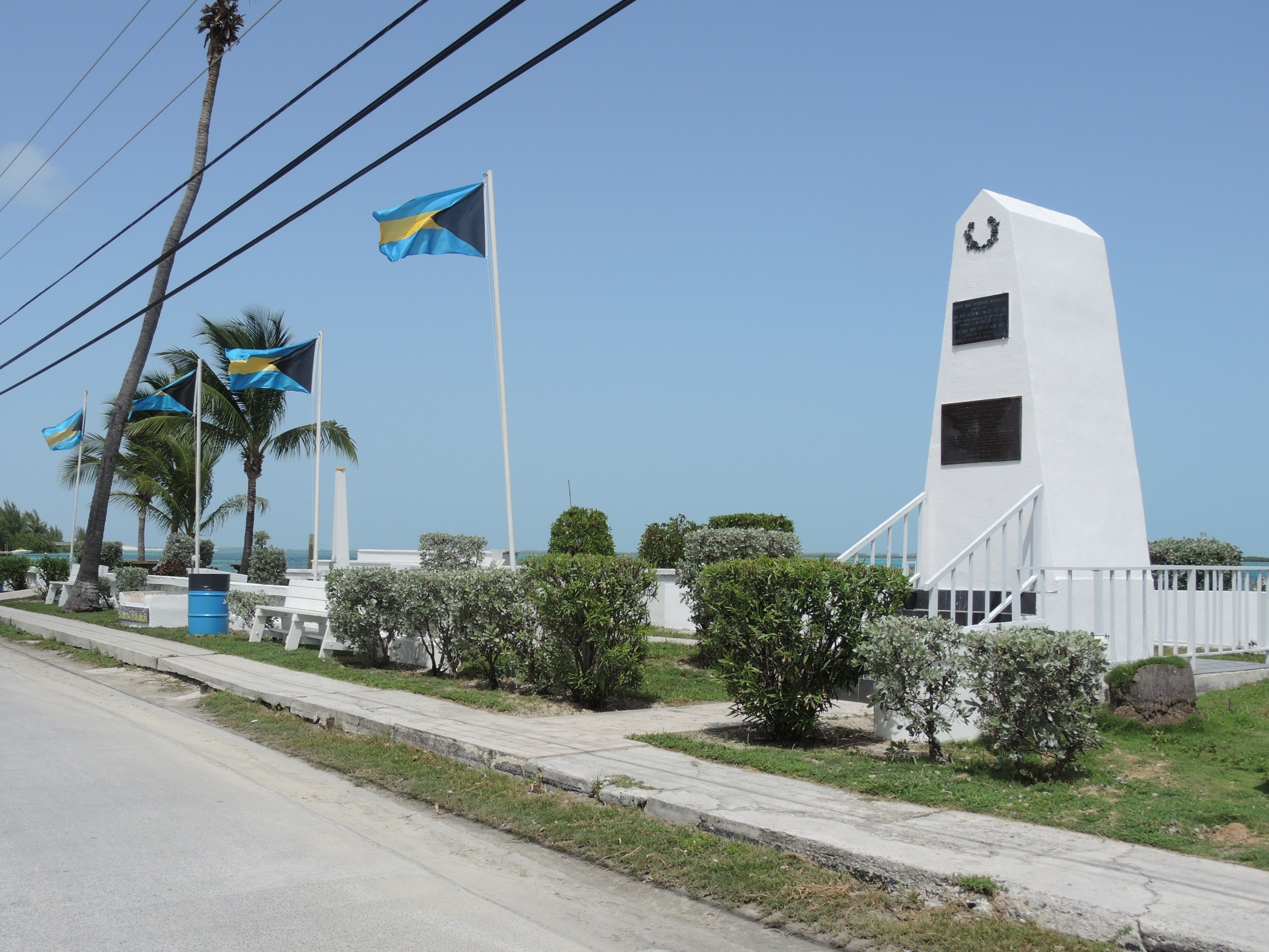
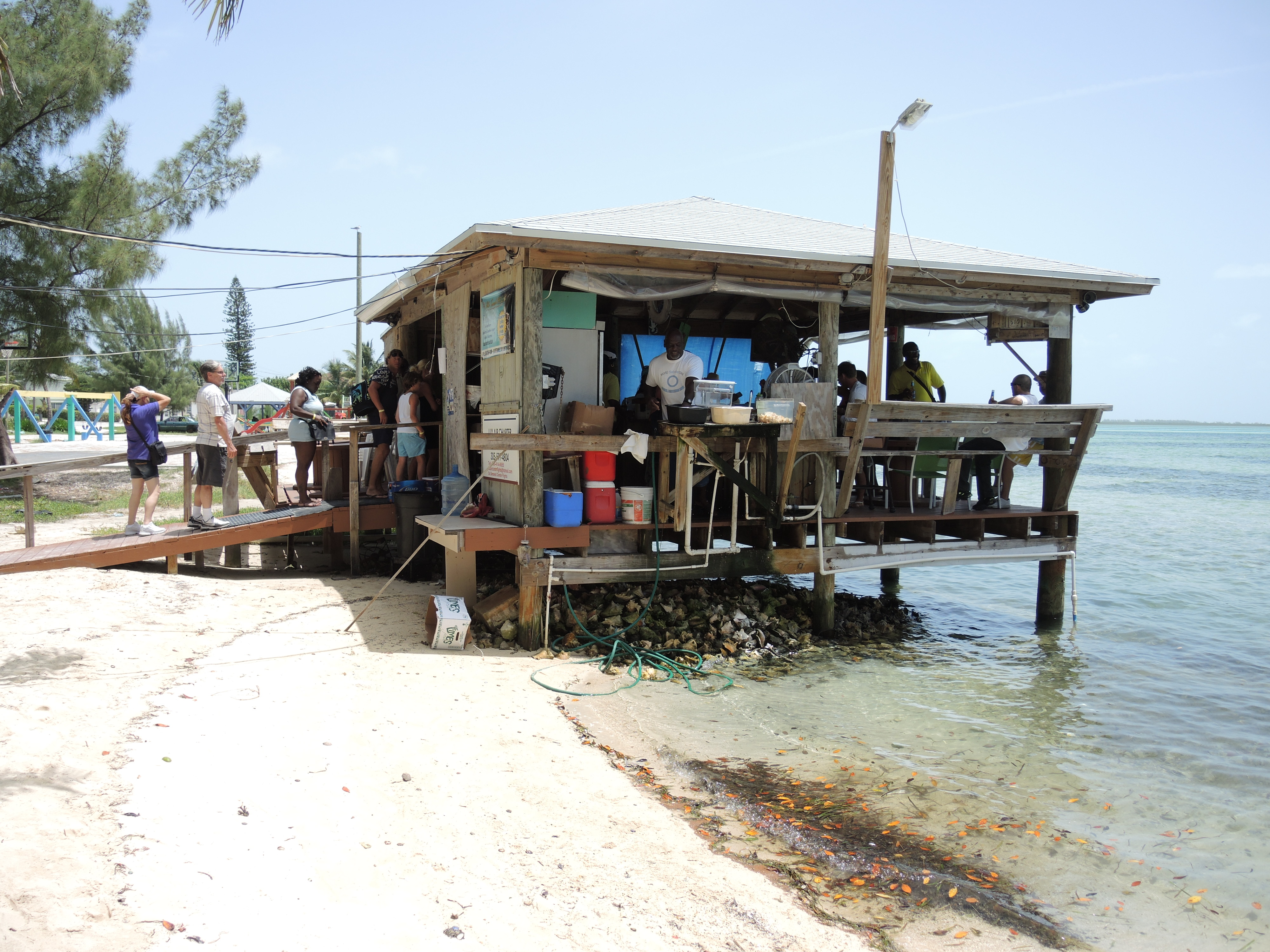
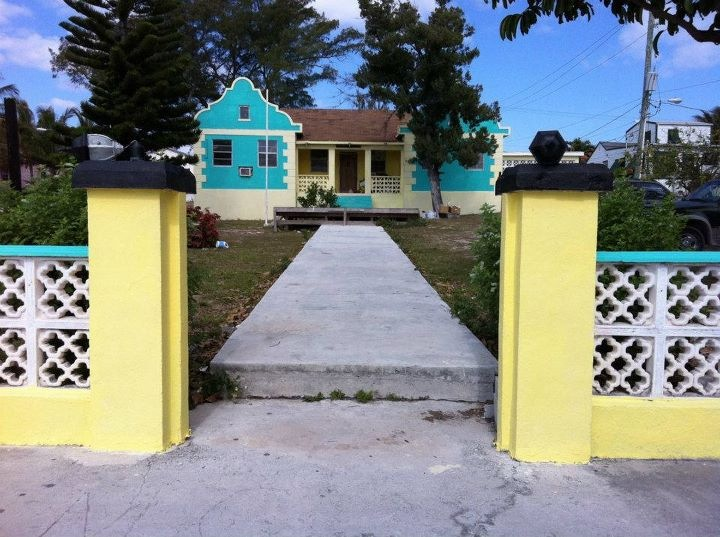
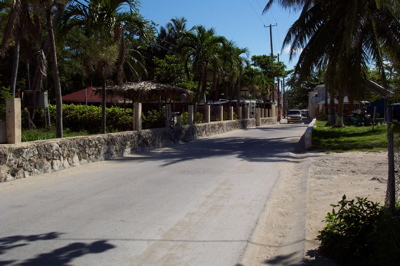
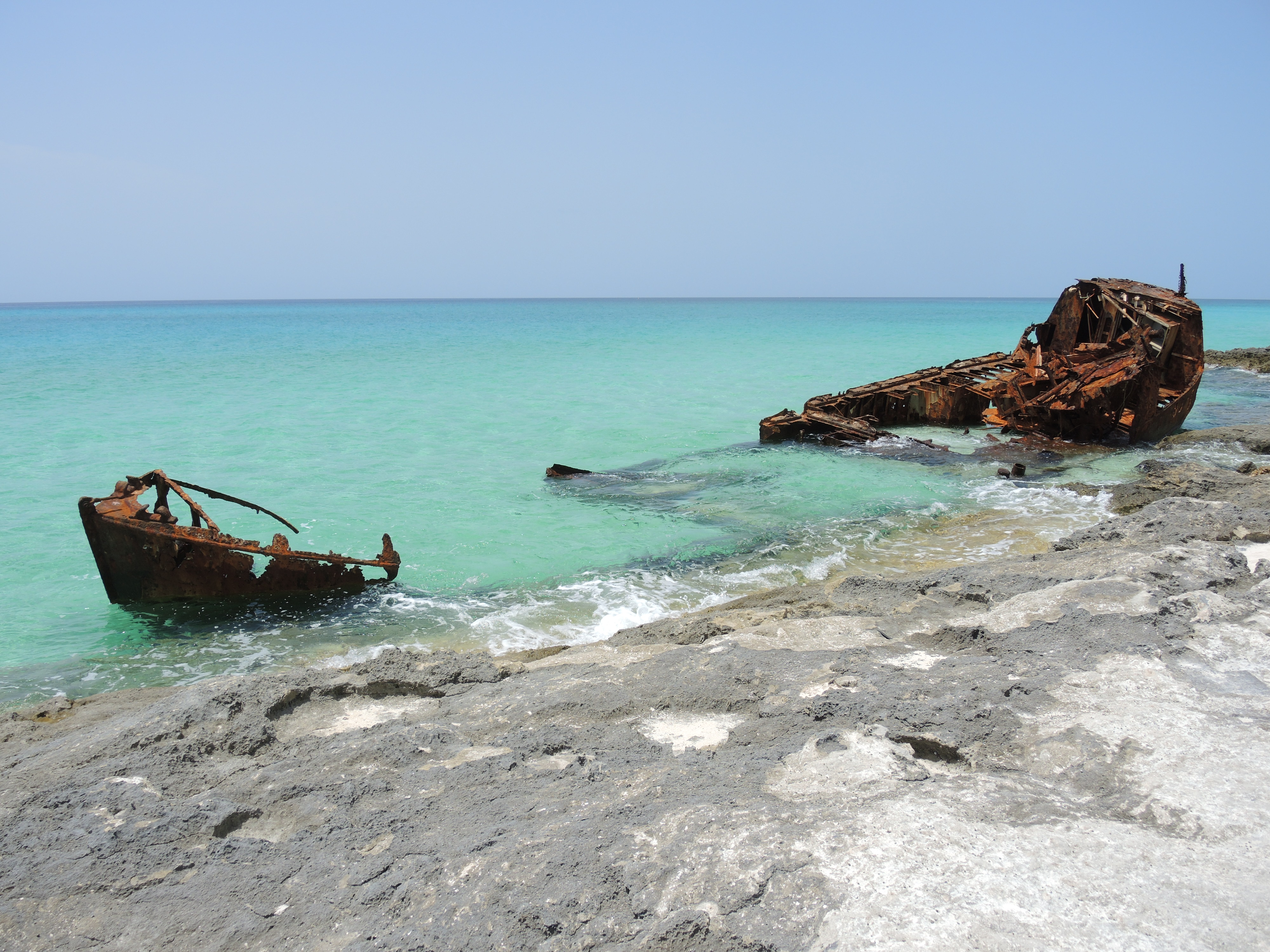